# Carnotaurus
Carnotaurus és un gènere de grans dinosaures predadors de la família dels abelisàurids, amb un cap que recorda al d'un brau (el nom Carnotaurus es pot traduir més o menys per ‘brau carnívor’).
El Carnotaurus, que vivia a la Patagònia fa uns setanta milions d'anys, fou descobert per José F. Bonaparte, que també trobà molts altres curiosos dinosaures de Sud-amèrica.

## Descripció
Els trets més distintius de Carnotaurus són les dues gruixudes banyes sobre els ulls, i els extremament reduïts membres davanters dotats de quatre dits. Tenia un petit crani, un pit robust i una cua prima. Els ulls de Carnotaurus miraven cap endavant, cosa inusual en un dinosaure i que pot indicar visió estereoscòpica i percepció de profunditat.
Un únic esquelet quasi complet ha estat descrit amb impressions de pell per gairebé tot el costat dret, cosa que mostra que Carnotaurus no tenia protoplomes, a diferència de molts altres teròpodes descoberts recentment (vegeu també dinosaures amb plomes). En canvi, la pell està plena de fileres de bonys que es tornen més grossos a la regió espinal.
Carnotaurus era un teròpode de mida mitjana, d'uns 9,00 metres de llargada, 3,50 metres d'alçada a la cintura, i que pesava uns 1.600 quilograms.

## Classificació
L'espècie Carnotaurus sastrei és l'única espècie coneguda. Els seus parents més propers inclouen el majungasaure (Madagascar), Aucasaurus (Argentina Nord) i Rajasaurus (Índia). Junts, aquests dinosaures formen la subfamília Carnotaurinae dins la família Abelisauridae.